# 2 mai en sport
2 avril 2 juin
Chronologies thématiques
- Croisades
- Ferroviaires
- Disney

Le 2 mai (122e jour de l'année ou 123e en cas d'année bissextile) en sport.

## Événements

### XIXesiècle
- 1876 :
  - (Baseball) : Ross Barnes des Chicago White Stockings tape le premier home run (coup de circuit) de l’histoire de la NAPBBP.
- 1878 :
  - (Baseball) : début du deuxième championnat de l'International Association avec douze équipes : Auburn, Binghamton Crickets, Brooklyn Blues, Buffalo Bisons, London Tecumsehs, Manchester Reds, New Bedford Whalers, New Haven Elm Citys, Pittsburgh Alleghenies, Rochester Flour Citys, Syracuse Stars et Worcester Reds. The New York Clipper présente l'IA comme une Ligue majeure.

### XXesièclede1901à1950
- 1914 :
  - (Athlétisme) : Edward Beeson établit un nouveau record du monde du saut en hauteur à 2.01 mètres.
- 1915 :
  - (Football) : l'Athletic Bilbao remporte la Coupe d’Espagne face à l’Espanyol Barcelone, 5-0.
- 1920 :
  - (Football) : le FC Barcelone remporte la Coupe d’Espagne face à l’Athletic Bilbao, 2-0.
- 1926 :
  - (Rugby à XV) : le Stade toulousain remporte la finale du championnat de France 11-0 face à l'USA Perpignan.
  - (Sport automobile) : au Grand Prix automobile de Tripoli, victoire du Français François Eysserman sur une Bugatti.
- 1937 :
  - (Rugby à XV) : le CS Vienne remporte la finale du championnat de France 13-7 face à l'AS Montferrand.
- 1937 :
  - (Football) : Bologne FC 1909 devient champion d’Italie.
- 1943 :
  - (Rugby à XV) : le SU Agen gagne la finale de la Coupe de France de rugby à XV face au Stade bordelais UC, 11-4.
- 1948 :
  - (Sport automobile) : au Grand Prix automobile des Nations couru sur le Circuit des nations de Genève, victoire de l'Italien Giuseppe Farina sur une Maserati.

### XXesièclede1951à2000
- 1953 :
  - (Football) : Blackpool FC remporte la Coupe d'Angleterre face à Bolton Wanderers, 4-3.
- 1962 :
  - (Football) : le Benfica Lisbonne remporte la finale de la Coupe d'Europe des champions européens face au Real Madrid, 5-3.
- 1976 :
  - (Sport automobile /Formule 1) : au Grand Prix automobile d'Espagne couru sur le Circuit du Jarama, victoire du Britannique James Hunt sur une McLaren-Ford.
- 1978 :
  - (Football) : l'AS Monaco est sacré champion de France.
- 1981 :
  - (Sport automobile /Rallye automobile) : arrivée du Tour de Corse et victoire du Français Bernard Darniche et de son copilote Alain Mahé sur une Lancia Stratos HF.
- 1998 :
  - (Football) : le Paris Saint-Germain remporte la finale de la Coupe de France face au RC Lens, 2-1.
- 1999 :
  - (Sport automobile /Formule 1) : au Grand Prix automobile de Saint-Marin qui se déroulait sur le circuit Enzo et Dino Ferrari, victoire de l'Allemand Michael Schumacher sur une Ferrari.

### XXIesiècle
- 2004 :
  - (Football) : le Milan AC est sacré champion d'Italie.
- 2007 :
  - (Tennis) : Roger Federer et Rafael Nadal s'affrontent lors de La bataille des surfaces, sur un court hybride mi-terre battue et mi-gazon.
- 2015 :
  - (Boxe /Championnat du monde) : Floyd Mayweather domine Manny Pacquiao en championnat des welters à Las Vegas. L'Américain s'est imposé face au Philippin sur décision unanime.
  - (Cyclisme sur piste /Record de l'heure) : le Britannique Alex Dowsett bat sur le vélodrome de Manchester, le record de l'heure en parcourant 52,937 km.
  - (Football) :
    - (Ligue 1) : le RC Lens est officiellement rétrogradé en Ligue 2.
    - (Ligue 2) : déjà assuré de rejoindre l'élite avant la 35e journée, Troyes s'est adjugé ce samedi le titre de champion de la Ligue 2 en s'imposant sur le terrain de Nîmes (1-2).
    - (Championnat d'Écosse de football) : le Celtic Glasgow remporte son 46e titre de champion d'Écosse.
    - (Championnat d'Italie de football) : grâce à une victoire 1-0, les Turinois remportent leur 31e titre de champion d’Italie, le quatrième de suite.

  - (Rugby à XV /Coupe d'Europe de rugby à XV) : au terme d’une finale époustouflante, le RC Toulon remporte la Champions Cup au détriment de Clermont (24-18).
  - (Squash) : pour la première fois de son histoire, l'équipe de France masculine devient championne d'Europe de Squash.
- 2016 :
  - (Football /Premier League) : Tottenham devait s'imposer à Chelsea pour retarder le sacre de Leicester. Les Spurs, qui menaient 2-0 à la pause, ont craqué en se faisant rejoindre en fin de match (2-2). Le titre des Blue Army est désormais officiel.
  - (Snooker /Championnat du monde) : l'Écossais Alan McManus devient champion du monde de snooker en battant le Chinois Ding Junhui (18-16).
  - (Voile) : départ des vingt-quatre concurrents de la Transat anglaise en solitaire de Plymouth au Royaume-Uni pour rallier New York aux États-Unis[1].

## Naissances

### XIXesiècle
- 1834 :
  - John C. Heenan, boxeur anglais. († 28 octobre 1873).
- 1876 :
  - Willy Arend, cycliste sur piste allemand. Champion du monde de cyclisme sur piste de la vitesse 1897. († 25 mars 1964).
- 1880 :
  - Marquis Horr, athlète de sprint américain. Médaillé d'argent du disque grec et de bronze du lancer de disque aux Jeux de Londres 1908. († 1er juillet 1955).
- 1883 :
  - Alessandro Cagno, pilote de course automobile italien. († 23 décembre 1971).
- 1887 :
  - Eddie Collins, joueur de baseball américain. († 25 mars 1951).
- 1892 :
  - Pierre Chayriguès, footballeur puis entraîneur français. (21 sélections en équipe de France). († 19 mars 1965).
- 1896 :
  - Norman Ross, nageur américain. Champion olympique du 400m, du 1 500m et du relais 4 × 200 m nage libre aux Jeux d'Anvers 1920. († 19 juin 1953).

### XXesièclede1901à1950
- 1903 :
  - Benjamin Spock, rameur puis pédiatre américain. Champion olympique en huit aux Jeux de Paris 1924. († 15 mars 1998).
- 1906 :
  - Aileen Riggin Soule, plongeuse et nageuse américaine. Championne olympique du tremplin à 3m aux Jeux d'Anvers 1920 et médaillée d'argent aux Jeux de Paris 1924 puis médaillée de bronze du 100m dos aux Jeux de Paris 2024. († 19 octobre 2002).
- 1912 :
  - François Noguères, joueur de rugby à XIII français. Vainqueur de la Coupe d'Europe des nations de rugby à XIII 1939. (8 sélections en équipe de France). († 6 juin 1991).
- 1927 :
  - Víctor Rodríguez Andrade, footballeur uruguayen. Champion du monde de football 1950. Vainqueur de la Copa América 1956. (42 sélections en équipe nationale). († 19 mai 1985).
- 1935 :
  - Luis Suárez Miramontes, footballeur puis entraîneur espagnol. Champion d'Europe de football 1964. Vainqueur des Coupe des clubs champions 1964 et 1965. (32 sélections en équipe nationale). Sélectionneur de l'équipe d'Espagne de 1988 à 1991. († 9 juillet 2023).
- 1941 :
  - Francesco Scoglio, entraîneur de footballeur italien. Sélectionneur de l'équipe de Tunisie de 1998 à 2001 puis de l'équipe de Libye en 2002. († 3 octobre 2005).
- 1942 :
  - Jacques Rogge, skipper et joueur de rugby à XV puis médecin du sport et dirigeant sportif belge. (10 sélections avec l'équipe de Belgique de rugby). Président du CIO de 2001 à 2013. († 29 août 2021).
- 1948 :
  - Giuseppe Perletto, cycliste sur route italien.

### XXesièclede1951à2000
- 1956 :
  - Vasile Pușcașu, lutteur de libre roumain. Médaillé de bronze des -100kg aux jeux de Los Angeles 1984 et champion olympique aux Jeux de Séoul 1988.
- 1957 :
  - Hervé Laurent, skipper français. († 29 août 2024).
- 1958 :
  - Giuseppe Dossena, footballeur puis entraîneur italien. Champion du monde de football 1982. (38 sélections en équipe nationale).
- 1962 :
  - Jean-François Bernard, cycliste sur route puis consultant TV français.
  - Vincenzo Maenza, lutteur de gréco-romaine italien. Champion olympique des -48kg aux Jeux de Los Angeles 1984 puis aux Jeux de Séoul 1988.
  - Jimmy White, joueur de snooker anglais.
- 1963 :
  - Philip Collin, pilote de course automobile américain.
- 1964 :
  - Silvia Neid, footballeuse puis entraîneuse allemande. Championne d'Europe féminine de football 1989, 1991 et 1995. (111 sélections en équipe nationale). Sélectionneuse de l'équipe d'Allemagne féminine de 2005 à 2016 médaillée de bronze aux Jeux de Pékin 2008 et championne olympique aux Jeux de Rio 2016, championne du monde de football 2007 puis championne d'Europe féminine de football 2009 et 2013.
- 1966 :
  - Anne Quéméré, skipper française.
- 1967 :
  - Masami Kageyama, pilote de course automobile japonais.
- 1969 :
  - Brian Lara, joueur de cricket trinidadien. (131 sélections en test cricket).
- 1975 :
  - David Beckham, footballeur anglais. Vainqueur de la Ligue des champions 1999. (115 sélections en équipe nationale).
  - Christophe Kempé, handballeur français. Champion olympique aux Jeux de Pékin 2008. Champion du monde de handball 2009. Champion d'Europe de handball 2006. (178 sélections en Équipe de France de handball).
  - Nathalie de Sayn-Wittgenstein-Berlebourg, cavalière de dressage danoise. Médaillée de bronze du dressage par équipes aux Jeux de Pékin 2008.
- 1976 :
  - Guzel Khubbieva, athlète de sprint ouzbèke. Championne d'Asie d'athlétisme du 100 m 2011
- 1977 :
  - Kalle Palander, skieur finlandais. Champion du monde de ski alpin du slalom 1999.
- 1978 :
  - Melvin Ely, basketteur américain.
  - Mike Weaver, hockeyeur sur glace canadien.
- 1979 :
  - Cyril Akpomedah, basketteur français. (1 sélection en équipe de France).
  - Jason Chimera, hockeyeur sur glace canadien.
- 1980 :
  - Pierre-Luc Gagnon, skateboardeur canadien.
  - Monika Michalik, lutteuse polonaise. Médaillée de bronze des -63 kg aux Jeux de Rio 2016. Championne d'Europe de lutte des -59 kg 2003, des -63 kg 2005, 2009 et 2017.
  - Reïna-Flor Okori, athlète de haies franco-équatoguinéenne.
  - Lassaad Ouertani, footballeur tunisien. (6 sélections en équipe nationale). († 4 janvier 2013).
  - Fabrice Pancrate, footballeur français.
  - Brad Richards, hockeyeur sur glace canadien.
- 1981 :
  - Tiago, footballeur portugais. Vainqueur de la Ligue Europa 2012. (66 sélections en équipe nationale).
- 1983 :
  - Tina Maze, skieuse alpine slovène. Médaillée d'argent du super-G et du slalom géant aux Jeux de Vancouver 2010 puis championne olympique de la descente et du slalom géant aux Jeux de Sotchi 2014. Championne du monde de ski alpin du slalom géant 2011, du super-G 2013 puis de la descente et du combiné 2015.
  - Daniel Sordo, pilote de rallye automobile espagnol. (1 victoire en Rallye).
- 1984 :
  - Thabo Sefolosha, basketteur suisse. (16 sélections en équipe nationale).
  - Rémi Talès, joueur de rugby à XV français. (24 sélections en équipe de France).
- 1985 :
  - Kyle Busch, pilote automobile de NASCAR américain. Vainqueur du NASCAR Cup Series 2019.
  - Aleksandr Galimov, hockeyeur sur glace russe. († 12 septembre 2011).
  - Ashley Harkleroad, joueuse de tennis américaine.
  - Sarah Hughes, patineuse artistique individuelle américaine. Championne olympique aux Jeux de Salt Lake City 2002.
- 1986 :
  - Siham Hilali, athlète de fond marocaine.
  - Amandine Leynaud, handballeuse française. Médaillée d'argent aux Jeux de Rio 2016 puis championne olympique aux Jeux de Tokyo 2020. Médaillée d'argent au Mondial de handball féminin 2009 et 2011 puis championne du monde féminin de handball 2017. Médaillée de bronze au CE de handball féminin 2016 puis championne d'Europe féminin de handball 2018. (254 sélections en Équipe de France).
  - Franck Romanet, joueur de rugby à XV français.
- 1987 :
  - Filip Filipović, joueur de water-polo serbe. Médaillé de bronze aux Jeux de Pékin 2008 et aux Jeux de Londres 2012 puis champion olympique aux Jeux de Rio 2016 et aux Jeux de Tokyo 2020. Champion du monde de water-polo 2009 et 2015. Champion d'Europe de water-polo masculin 2003, 2006, 2012, 2014, 2016 et 2018.
  - Tochukwu Oluehi, footballeuse nigériane. Championne d'Afrique des nations 2018. (9 sélections en équipe nationale).
  - Kris Russell, hockeyeur sur glace canadien.
- 1988 :
  - Neftalí Feliz, joueur de baseball américain.
  - Katarina Krpež, handballeuse serbe. (142 sélections en équipe nationale).
  - Jamie Skeen, basketteur américain.
- 1989 :
  - Allison Pineau, handballeuse française. Médaillée d'argent aux Jeux de Rio 2016 et championne olympique aux Jeux de Tokyo 2020. Médaillée d'argent au Mondial de handball féminin 2009 et 2011 puis championne du monde féminin de handball 2017, médaillée d'argent en 2021. Médaillée de bronze au CE de handball féminin 2016 puis championne d'Europe féminin de handball 2018. (264 sélections en Équipe de France).
- 1990 :
  - Erwin Feuchtmann, handballeur germano-chilien. (86 sélections avec l'équipe du Chili).
  - Francesco Friedrich, bobeur allemand. Champion olympique du bob à quatre et deux aux Jeux de Pyeongchang 2018 et aux Jeux de pékin 2022. Champion du monde de bob par équipes mixtes 2011, à deux 2013 et de bob à deux et par équipes mixtes 2015, à deux 2016, de bob à deux et à quatre 2017, 2019, 2020, 2021, à deux 2023 puis à deux et à quatre 2024 et 2025.
  - Paul George, basketteur américain.
  - Floria Gueï, athlète de sprint française. Championne d'Europe d'athlétisme du relais 4 × 400 m 2014, médaillée d'argent du 400 m et du relais 4 × 400 m aux CE d'athlétisme 2016 puis du relais 4 × 400 m aux CE d'athlétisme 2018.
  - Erasmo Ramírez, joueur de baseball nicaraguayen.
- 1991 :
  - Patrick Bevin, cycliste sur route néo-zélandais.
  - Layshia Clarendon, basketteuse américaine.
- 1992 :
  - María Teresa Torró Flor, joueuse de tennis espagnole.
- 1993 :
  - Owain Doull, cycliste sur piste et sur route britannique. Champion olympique de la poursuite par équipes aux Jeux de Rio 2016.
  - Luana, footballeuse brésilienne. (25 sélections en équipe nationale).
- 1994 :
  - Yasin Ozay, lutteur de gréco-romaine français.
- 1996 :
  - Julian Brandt, footballeur allemand.
  - Ibrahim Cissé, footballeur franco-sénégalais.
  - François Kamano, footballeur guinéen. (26 sélections en équipe nationale).
  - Thembi Kgatlana, footballeuse sud-africaine. Championne d'Afrique des nations féminine de football 2022. (65 sélections en équipe nationale).
  - Wesley Sena, basketteur brésilien.
  - D'Mitrik Trice, basketteur américain.
- 1997 :
  - Marc Polmans, joueur de tennis australien.
  - Dylan Riley, joueur de rugby à XV japonais. (10 sélections en équipe nationale).
- 1998 :
  - Anders Dreyer, footballeur danois.
  - Dorian Foulon, cycliste handisport français. Champion paralympique de la poursuite C5 aux Jeux de Tokyo 2020. Champion du monde de paracyclisme sur piste de la poursuite et de l'omnium  et médaillé de bronze de la vitesse 1km 2020. Médaillé d'argent du contre la montre C5 et de bronze de la course en ligne aux Mondiaux paracyclisme sur route 2020.
  - Jonathan Ikoné, footballeur français.
- 2000 :
  - Lena Lattwein, footballeuse allemande. (28 sélections en équipe nationale).
  - Thijs Oosting, footballeur néerlandais.
  - Dagur Dan Þórhallsson, footballeur islandais.

### XXIesiècle
- 2001 :
  - Yuki Kawamura, basketteur japonais.
- 2005 :
  - Jan-Carlo Simić, footballeur serbe.

## Décès

### XXesièclede1901à1950
- 1914 :
  - Alfred Stratford, 60 ans, footballeur anglais. (1 sélection en équipe nationale). (° 5 septembre 1853).
- 1918 :
  - Ernie Parker, 34 ans, joueur de tennis australien. Vainqueur de l'Open d'Australie 1913. (° 5 novembre 1883).
- 1936 :
  - Eugène Grisot, 69 ans, archer français. Champion olympique de tir à l'arc continental aux Jeux de 1908, médaillé d'argent par équipes à 33 et à 50 mètres et médaillé de bronze par équipes à 28 mètres lors des Jeux d'Anvers en 1920. (° 19 décembre 1866).
- 1939 :
  - Iwao Aoki, 37 ans, joueur de tennis japonais. (° 3 septembre 1901).
- 1943 :
  - Xenofón Kásdaglis, 63 ans, joueur de tennis grec. (° 27 février 1880).
- 1949 :
  - William Henry Dean, 62 ans, joueur de water-polo britannique. Champion olympique lors des Jeux d'Anvers en 1920. (° 6 février 1887).

### XXesièclede1951à2000
- 1952 :
  - Helge Liljebjörn, 47 ans, joueur puis entraîneur de football suédois. (13 sélections en équipe nationale). (° 16 août 1904).
- 1953 :
  - Josef Ternström, 64 ans, athlète suédois. Champion olympique du cross-country par équipes aux Jeux de Stockholm en 1912. (° 4 décembre 1888).
- 1955 :
  - Charles Mantelet, 60 ans, cycliste sur route français. Vainqueur de Paris-Tours 1918. (° 10 novembre 1894).
- 1963 :
  - Bobby De Ruymbeke, 65 ans, footballeur belge. (° 15 janvier 1899).
  - Duncan Gillis, 80 ans, athlète canadien. Vice-champion olympique du lancer du marteau lors des Jeux de Stockholm en 1912. (° 3 janvier 1883).
- 1966 :
  - Fortes, 64 ans, footballeur brésilien. Vainqueur de la Copa América en 1919 et en 1922. (13 sélections en équipe nationale). (° 9 septembre 1901).
  - Jean Rossius, 75 ans, cycliste sur route belge. (° 27 décembre 1890).
- 1968 :
  - Francis Frederick, 61 ans, rameur d'aviron américain. Champion olympique du huit aux Jeux d'Amsterdam en 1928. (° 28 février 1907).
- 1977 :
  - Jean-Claude Lebaube, 39 ans, cycliste sur route français. (° 22 juillet 1937).
- 1985 :
  - Attilio Bettega, 32 ans, pilote de rallye automobile italien. (° 19 février 1953).
  - Väinö Suvivuo, 68 ans, athlète finlandais. Médaillé de bronze du 110 mètres haies lors des Championnats d'Europe de 1946. (° 17 janvier 1917).
- 1986 :
  - Henri Toivonen, 29 ans, pilote de rallye automobile finlandais. (° 25 août 1956).
- 1987 :
  - Torsten Bunke, 78 ans, footballeur suédois. (2 sélections en équipe nationale). (° 26 septembre 1908).
- 1992 :
  - Mike Karakas, 80 ans, hockeyeur sur glace canadien. (° 12 décembre 1911).
- 1994 :
  - Manfred Kersch, 80 ans, athlète allemand. Champion d'Europe du relais 4 × 100 mètres en 1938. (° 19 septembre 1913).
- 1998 :
  - Justin Fashanu, 37 ans, footballeur britannique. (° 19 février 1961).

### XXIesiècle
- 2001 :
  - Georges Dard, 82 ans, footballeur français. (3 sélections en équipe de France). (° 28 juin 1918).
- 2002 :
  - Lucien Bochard, 76 ans, footballeur français. (° 10 août 1925).
- 2004 :
  - Allan Lindberg, 85 ans, athlète suédois. Champion d'Europe du saut à la perche en 1946. (° 21 juin 1918).
- 2005 :
  - Theofiel Middelkamp, 91 ans, cycliste sur route néerlandais. champion du monde sur route en 1947. (° 23 février 1914).
- 2006 :
  - Mario Ortíz, 70 ans, footballeur chilien. Troisième de la Coupe du monde 1962. (13 sélections en équipe nationale). (° 28 janvier 1936).
- 2007 :
  - Juan Valdivieso, 96 ans, joueur puis entraîneur de football péruvien. Vainqueur de la Copa América en 1939. Sélectionneur de l'équipe nationale du Pérou de 1954 à 1955 puis en 1963. (10 sélections en équipe nationale). (° 6 mai 1910).
- 2008 :
  - Derek Pugh, 82 ans, athlète britannique. Champion d'Europe du 400 mètres et du relais 4 × 400 mètres en 1950, vice-champion d'Europe du relais 4 × 400 mètres et médaillé de bronze du 400 mètres en 1946. (° 8 février 1926).
- 2009 :
  - Albert Goutal, 90 ans, cycliste sur route français. (° 1er décembre 1918).
  - Jack Kemp, 73 ans, joueur de foot U.S. puis Homme politique américain. Secrétaire au Logement et au Développement urbain des États-Unis de 1989 1993.(° 13 juillet 1935).
- 2011 :
  - Shigeo Yaegashi, 78 ans, footballeur puis entraîneur japonais. Médaillé de bronze aux Jeux de Mexico 1968. (44 sélections en équipe nationale). (° 24 mars 1933).
- 2012 :
  - Junior Seau, 43 ans, joueur de foot U.S. américain. (° 19 janvier 1969).
- 2014 :
  - Andrey Korneyev, 40 ans, nageur russe. Champion d'Europe du 200 mètres brasse et du relais 4 x 100 mètres quatre nages en 1995 ainsi que du mêmer relais en 1997. Médaillé de bronze du 200 mètres brasse lors des Jeux olympiques d'Atlanta en 1996. (° 10 janvier 1974).
- 2016 :
  - Walter Dürst, 89 ans, joueur de hockey sur glace suisse. Médaillé de bronze lors des Jeux olympiques de 1948 ainsi que lors des Championnats du monde de 1950, 1951 et 1953. (° 28 février 1927).
  - Roger Millward, 68 ans, joueur de rugby à XIII anglais. (° 16 septembre 1947).
  - Nelie Smith, 81 ans, joueur puis entraîneur de rugby à XV sud-africain. Sélectionneur de l'équipe d'Afrique du Sud entre 1980 et 1981. (7 sélections en équipe nationale). (° 8 mai 1934).
- 2017 :
  - Linas Rumšas, 21 ans, coureur cycliste lituanien. (° 4 octobre 1995).
- 2018 :
  - Cliff Watson, 78 ans, joueur de rugby à XIII anglais. (° 26 avril 1940).
- 2019 :
  - Imen Chatbri, 37 ans, athlète tunisienne. (° 7 février 1982).
  - Michel Crauste, 84 ans, joueur de rugby à XV puis dirigeant sportif français. Vainqueur des tournois des Cinq Nations 1959, 1960, 1961 et 1962. (62 sélections en équipe de France). (° 6 juillet 1934).
  - Leonard Kelly, 91 ans, joueur puis entraîneur de hockey sur glace canadien. Vainqueur de la Coupe Stanley en 1952, 1954 et 1955 avec les Red Wings de Détroit et en 1962, 1963, 1964 et 1967 avec les Maple Leafs de Toronto. (° 9 juillet 1927).
  - Patrick Vacher, 70 ans, footballeur français. (° 14 novembre 1948).
- 2021 :
  - Vlasta Foltová, 88 ans, gymnaste artistique tchécoslovaque puis tchèque. Médaillée d'argent par équipes aux Jeux de Berlin 1936. Championne du monde de gymnastique artistique par équipes 1934. (° 14 mars 1913).
  - Bobby Unser, 87 ans, pilote automobile américain. Vainqueur des 500 miles d'Indianapolis en 1968, 1975 et 1981. (° 20 février 1934).
- 2024 :
  - Peter Oosterhuis, 75 ans, golfeur britannique. (° 3 mai 1948).